# Antepione depontanata
Antepione depontanata är en fjärilsart som beskrevs av Augustus Radcliffe Grote 1864. Antepione depontanata ingår i släktet Antepione och familjen mätare. Inga underarter finns listade i Catalogue of Life.